# 채윤희
채윤희(1952년 11월 7일 ~ )는 대한민국의 영화인이다. '대한민국 영화 홍보마케팅 업계의 대모'라는 별칭이 있다.

## 경력
- 1978년: 문예출판사 근무
- 1979년 ~ 1985년: 태멘출판사 편집장
- 1986년 ~ 1988년: 양전흥업 기획실 실장
- 1988년 ~ 1993년: 삼호필림 기획이사
- 1994년 ~ :올댓시네마 대표
- 2011년 ~ :영화진흥위원회 위원, 여성영화인모임 이사장

## 생애
채윤희는 1952년 11월 7일에 부산광역시에서 태어났다. 1986년 영화법이 개정된 뒤 누구나 수입·제작이 가능해지면서 홍보마케팅에 대한 필요성도 커졌다. 채윤희는 1980년대에 출판, 연극, 영화 등의 기획을 병행하는 회사에 다니면서 영화를 접했다. 그러다 1986년 당시로서는 획기적으로 제대로 된 기획실을 두고 영화를 하겠다던 양전흥업 기획실장으로 근무했고, 1988년 (주)삼호필림 기획이사로 한국영화 기획과 외국영화 홍보를 같이 했다. 그러다 1994년 7월에 독립해서 영화홍보마케팅 전문회사 '올댓시네마'를 설립했다. 대기업이 영화산업에 진출하면서 전문 홍보사에 대한 필요가 대두되던 시기였다.

## 상훈
- 2004년: 대통령 표창
- 2010년: 제1회 올해의 영화상 홍보인상